# Samsung Galaxy A31
O Samsung Galaxy A31 é um smartphone Android desenvolvido e fabricado pela Samsung Electronics. Faz parte da série Galaxy A, que é voltada para o mercado intermediário. A empresa divulgou este telefone em 24 de março de 2020 e o lançou em 27 de abril no mesmo.

## Especificações

### Software
O smartphone sai de fábrica com sistema operacional móvel Android 10 com a interface One UI 2.1 da Samsung.